# Залокоцький Роман Федорович
Залокоцький Роман Федорович (3 травня 1940, Брониця — 17 вересня 2021, Самбір) — радянський та український шаховий композитор. Протягом 1970—1995 року, у зв'язку з переслідуванням та репресіями до нього зі сторони органів КДБ, змушений був виступати як спортсмен під псевдонімом Роман Федорович (його ім'я та по батькові).

## Біографія
Народився 3 травня 1940 року в селі Брониця Дрогобицького району Дрогобицької області, тепер Львівської. Там же у 1958 році закінчив середню школу. 1959 року закінчив на відмінно Дрогобицьку школу майстрів-будівельників, а в 1963 році на відмінно технічне училище міста Хабаровська, РРФСР.
1967 року закінчив Хабаровську спеціальну школу міліції, а 1975 — юридичний факультет Львівського державного університету імені Івана Франка, після чого працював в органах МВС. Протягом дванадцяти років очолював Лінійне відділення внутрішніх справ на станції Самбір.
З 1991 року на пенсії, протягом п'ятнадцяти років працював юрисконсультом.
З вересня 1967 року проживав в місті Самборі Львівської області, Україна.

## Спортивна кар'єра
З 1959 року займається інтелектуальним видом спорту — шаховою композицією.
- Майстер ФІДЕ (Міжнародної шахової федерації) з 5 серпня 1991 року[2].

- Міжнародний майстер з шахової композиції з вересня 2012 року[3].

- Міжнародний арбітр (суддя) з липня 2003 року[4].

- Гросмейстер України з шахів з 10 жовтня 1997 року.

- Заслужений майстер спорту України з 3 березня 2005 року.

## Наукова праця
Відкрита ним одна ідея в шаховій композиції названа — тема Залокоцького, друга ідея названа — тема Федоровича (Залокоцького), автор Броницької теми і теми «Z», він є співавтором Самбірської теми, співавтором теми Залокоцького — Угнівенка, співавтором теми Залокоцького — Пожарського, співавтором Буковинсько-прикарпатської теми, співавтором теми Аксьонова — Залокоцького, співавтором теми Богданова — Віссермана — Залокоцького, співавтором теми Залокоцького — Мітюшина. Один із способів утворення задач-близнюків іменується Близнюки Залокоцького.
Видав шість книг:
- «333 шахові мініатюри», Самбір-Миколаїв — 2000, 192 сторінок, українською мовою.
- «Звернення до Європейського Суду з прав людини», юриспруденція, Самбір — 2010, 448 сторінок, українською мовою.
- «Буковинсько-прикарпатська тема», Самбір — 2011, 176 сторінок, російською мовою, у співавторстві з Анатолієм Мітюшиним.
- «Віддалення», Самбір — 2012, 254 сторінок, українською мовою, у співавторстві з Віталієм Аксьоновим.
- «Вікторія», Самбір — 2012, 240 сторінок, українською мовою.
- «Фортуна», «Самбір-Волноваха-Дрогобич», 2012 року, 476 сторінок, українською мовою, у співавторстві з Олексієм Угнівенком.

Перша книга отримала звання лауреата, а чотири книги інші отримали дипломи 1-го та 2-го ступеня на літературно-мистецькому конкурсі імені Мирона Утриска та Івана Филипчика.
За період творчої спортивної діяльності створив близько 13 тисяч задач і етюдів. У періодичній та спортивній пресі світу надруковано понад вісім тисяч його шахових задач і етюдів.
На громадських засадах протягом двох років редагував шаховий відділ у крайовій газеті «Тихоокеанська зірка» (м. Хабаровськ) та десяти років в Самбірській міськрайонній газеті «Червоний прапор».
У 2001 році був обраний членом виконкому Самбірської міської ради, членом конкурсної та атестаційної комісій і протягом п'яти років успішно виконував їх обов'язки.
У 2012 році Олексій Мефодійович Угнівенко написав та видав книгу про життєвий, творчий та спортивний шлях Залокоцького Романа Федоровича — «Самородок із Самбора». Цю книгу видав у м. Черкаси, 248 сторінок, українською мовою.

## Досягнення
Двічі був чемпіон світу з шахової композиції в жанрі двоходових задач-мініатюр (у 1982—1984 роках та повторно у 1985—1987).
Брав активну участь в командних чемпіонатах України, колишнього СРСР та в складі команди України на першості світу, займав високі спортивні звання.
Командні чемпіонати світу — WCCT:
- 1993—1996 5 WCCT: 1-ше місце — чемпіон світу.
- 1997—2000 6 WCCT: 2-ге місце — віце-чемпіон світу.
- 2001—2004 7 WCCT: 2-ге місце — віце-чемпіон світу.
- 2005—2008 8 WCCT: 6-те місце, а в розділі задач на кооперативний мат в три ходи: 1-ше місце.
- 2009—2013 9 WCCT: тренер члена команди України, міжнародного гросмейстера Івана Сороки в жанрі задач на зворотний мат. Команда України на 9-й командній першості світу з шахової композиції посіла друге місце.

Командний чемпіонат СРСР:
- XIV 1991 рік Командна першість СРСР: 2-ге — 3-тє місце.

1972 року на Олімпійському турнірі в жанрі задач двоходівок став бронзовим призером.
Багаторазовий призер особистої першості України з шахової композиції. Чемпіон України у складі команди Львівської області 1978 року та бронзовий призер 2009 року. На спортивних змаганнях міжнародного рівня виборов понад 100 перших нагород.
Тренер команди України у розділі задач на кооперативний мат на 5-му, 6-му та 8-му WCCT (командних чемпіонатах світу), тренер команди України 9-ї командної першості світу з шахової композиції.
Лауреат, проведеного в Росії (м. Іваново), міжнародного конкурсу «Святого „Георгія Побідоносця“» за 2008 рік, у розділі задач на кооперативний мат h#2,5 — 3 ходи з удостоєнням пам'ятної медалі I ступеня [недоступне посилання з травня 2019].
До Альбому ФІДЕ відібрано 44 задачі, а до Альбому України — 138 задач.
Автор багатьох статей із шахової композиції.
Нагороджений 9 державними медалями та 23 спортивними.
Почесний громадянин міста Самбора з 1999 року (№ 2) з врученням йому золото-срібної нагрудної відзнаки.
На початку вересня 2013 року нагороджений медаллю «За вагомий внесок у розвиток міста Самбора».